# Acquafondata
Acquafondata é uma comuna italiana da região do Lácio, província de Frosinone, com cerca de 316 habitantes. Estende-se por uma área de 25 km², tendo uma densidade populacional de 13 hab/km². Faz fronteira com Filignano (IS), Pozzilli (IS), Vallerotonda, Viticuso.

## Demografia
| Variação demográfica do município entre 1861 e 2011                               |
|                                                                                   |
| Fonte: Istituto Nazionale di Statistica (ISTAT) - Elaboração gráfica da Wikipedia |